# 모모 (음식)
모모(티베트어: མོག་མོག, 네팔어: ममः 머머)는 티베트와 네팔을 비롯해 티베트인 디아스포라나 네와르족 상인의 영향을 받은 북동인도(시킴 주, 아삼 주, 다르질링)와 부탄 등에서 먹는 만두와 비슷한 음식이다. 네팔의 국민 음식 가운데 하나로 여겨진다.

## 이름
지역에 따라 머머(네팔어·네와르어: ममः), 모모(마니푸리어: ꯃꯣꯃꯣ, 벵골어: মোমো, 산탈리어: ᱢᱚᱢᱚ, 종카어: མོ་མོ་, 티베트어: མོག་མོག་, 펀자브어: ਮੋਮੋ, 힌디어: मोमो), 무무(아삼어: মোমো) 등으로 불린다. 어원은 진어 "머머(饃饃)"이다.

## 만들기
피는 밀가루 반죽을 얇게 밀어 만들고, 소는 다진 쇠고기나 닭고기 등에 고수, 마늘, 생강, 셀러리, 양파, 파 등 향신채, 양배추 등 채소, 가람 마살라, 고춧가루, 쿠민가루, 화자오가루, 후추 등 향신료, 소금, 간장, 식용유, 물 등을 넣어 만든다.

## 같이 보기
- 만두
- 만트
- 바오쯔
- 부즈
- 자오쯔
- 팅모
- 훈툰
- 힌칼리
- 소를 넣은 음식 목록